# Sportowe ratownictwo wodne na World Games 2017 – sztafeta ratownicza 4 x 50 m stylem zmiennym mężczyzn
Sztafeta ratownicza 4 x 50 m stylem zmiennym mężczyzn – jedna z konkurencji sportowego ratownictwa wodnego rozgrywanych podczas World Games 2017 we Wrocławiu. 
Eliminacje i finał rozegrane zostały 22 lipca. Zawody odbyły się na pływalni w Hala "Orbita".
Złoty medal zdobyła sztafeta Włoch z czasem 1:27,85, poprawiając dotychczasowy rekord World Games. Srebrny medal zdobyła sztafeta Australii, natomiast brązowy medal - sztafeta Niemiec.

## Rekordy
Przed rozpoczęciem World Games 2017 obowiązywały następujące rekordy:
| Rekord świata      | Niemcy (Christian Ertel, Kevin Lehr, Danny Wieck, Kai-Uwe Schirmer) (GER)          | 1:26,75 | Eindhoven | 08.09.2016 |
| Rekord World Games | Francja (Jérémy Badré, Pierre Caley, Florian Laclaustra, Marvin Maisonneuve) (FRA) | 1:29,04 | Cali      | 27.07.2013 |

W trakcie zawodów na World Games 2017 ustanowiono dwa nowe rekordy World Games.
| Rekord World Games | Włochy (Federico Gilardi, Jacopo Musso, Andrea Vittorio Piroddi, Daniele Sanna) (ITA) | 1:27,85 | 22.07.2017 |
| Rekord World Games | Niemcy (Christian Ertel, Jan Malkowski, Danny Wieck, Kevin Lehr) (GER)                | 1:28,59 | 22.07.2017 |

## Terminarz
| Data          | Godzina (UTC+2) | Wydarzenie             |
| ------------- | --------------- | ---------------------- |
| 22 lipca 2017 | 11:40 11:45     | Wyścigi kwalifikacyjne |
| 22 lipca 2017 | 18:25           | Finał                  |

## Wyniki

### Kwalifikacje

#### Wyścig 1
Godzina: 11:40
| Poz. | Sztafeta  | Zawodnicy                                                                     | Tor | Wynik   | Uwagi | Kwal. |
| ---- | --------- | ----------------------------------------------------------------------------- | --- | ------- | ----- | ----- |
| 1    | Japonia   | Naoya Hirano, Keisuke Hatano, Suguru Ando, Shun Nishiyama                     | 4   | 1:29,86 |       | Q     |
| 2    | Australia | Matthew Davis, Jake Smith, Bradley Woodward, Samuel Bell                      | 3   | 1:30,30 |       | Q     |
| 3    | Włochy    | Sasha Andrea Bartolo, Andrea Vittorio Piroddi, Federico Gilardi, Jacopo Musso | 5   | 1:30,89 |       | Q     |
| 4    | Belgia    | Joni Ceusters, Pierre-Yves Romanini, Lenz Bolckmans, Wouter Baelus            | 6   | 1:33,94 |       | R     |
| 5    | Chiny     | Zhu Zihao, Zhao Xuanming, Lin Junhong, Liu Ziqian                             | 2   | 1:37,00 |       | R     |

#### Wyścig 2
Godzina: 11:45
| Poz. | Sztafeta      | Zawodnicy                                                                 | Tor | Wynik   | Uwagi | Kwal. |
| ---- | ------------- | ------------------------------------------------------------------------- | --- | ------- | ----- | ----- |
| 1    | Niemcy        | Christian Ertel, Jan Malkowski, Danny Wieck, Kevin Lehr                   | 5   | 1:28,59 | WG    | Q     |
| 2    | Polska        | Bartosz Makowski, Cezary Kępa, Wojciech Kotowski, Adam Dubiel             | 3   | 1:30,31 |       | Q     |
| 3    | Francja       | Jérémy Badré, Antoine Thos, Gaëtan Quirin, Thomas Vilaceca                | 4   | 1:30,62 |       | Q     |
| 4    | Hiszpania     | Eduardo Blasco, Francisco Javier Catalá, Carlos Periañez, Sergio Calderón | 2   | 1:33,41 |       | Q     |
| 5    | Nowa Zelandia | Adam Simpson, Andrew Trembath, Oscar Williams, Jacob Hales                | 6   | 1:33,54 |       | Q     |

### Finał
Godzina: 18:25
| Poz.   | Sztafeta      | Zawodnicy                                                                 | Tor | Wynik   | Uwagi |
| ------ | ------------- | ------------------------------------------------------------------------- | --- | ------- | ----- |
| złoto  | Włochy        | Federico Gilardi, Jacopo Musso, Andrea Vittorio Piroddi, Daniele Sanna    | 7   | 1:27,85 | WG    |
| srebro | Australia     | Samuel Bell, Matthew Davis, Jake Smith, Bradley Woodward                  | 3   | 1:28,05 |       |
| brąz   | Niemcy        | Christian Ertel, Kevin Lehr, Jan Malkowski, Danny Wieck                   | 4   | 1:28,59 |       |
| 4      | Polska        | Adam Dubiel, Cezary Kępa, Wojciech Kotowski, Bartosz Makowski             | 6   | 1:29,13 |       |
| 5      | Francja       | Jérémy Badré, Gaëtan Quirin, Antoine Thos, Thomas Vilaceca                | 2   | 1:30,12 |       |
| 6      | Hiszpania     | Eduardo Blasco, Sergio Calderón, Francisco Javier Catalá, Carlos Periañez | 1   | 1:32,49 |       |
| 7      | Japonia       | Naoya Hirano, Keisuke Hatano, Suguru Ando, Shun Nishiyama                 | 5   | 1:33,19 |       |
| 8      | Nowa Zelandia | Jacob Hales, Adam Simpson, Andrew Trembath, Oscar Williams                | 8   | 1:33,76 |       |